# نشانگان نفریتیک
سندرم نفریتیک (به انگلیسی: Nephritic syndrome) مجموعهٔ علائم و سمپتوم‌هایی است که بخاطر آسیب به کلیه و به‌ویژه گلومرول‌های کلیه ایجاد می‌شود. در کلیه دچار سندرم نفریتیک، بر روی پُدوسیت‌ها (سلول‌های دیواره گلومرول‌ها) سوراخ‌های بزرگی به اندازهٔ گلوبول‌های قرمز خون قرار دارند که منجر به هماچوری (دفع خون در ادرار) و همچنین پروتئینوری (دفع پروتئین در ادرار) می‌شوند. در سندرم نفریتیک افزون بر دفع پروتئین، دفع خون از طریق ادرار وجود دارد و کلیه‌ها خون و به مقدار زیادی، پروتئین دفع می‌کنند. دفع این میزان پروتئین از راه ادرار بویژه دفع آلبومین، منجر به هیپوآلبومینمی شدید و کم‌خونی می‌گردد. خوردن نمک در این سندروم مانند سم می‌ماند و شدیداً پروتئین خون را بالا می‌برد.

## علائم و نشانه‌ها
علائم (Sign) و نشانه‌ها (Symptom) در سندروم نفریتیک
- هماتوری: گلبول‌های قرمز لیز در ادرار (وجود گلبول سالم نشانه خونریزی در مجاری پایین است)
- پروتئینوری: وجود پروتئین در ادرار (با مقدار بیش از یک گرم ولی کمتر از ۳/۵ گرم در ۲۴ ساعت)
- هیپرتنسیون و فشار خون بالا
- اوره در خون یا اورِمی
- کم‌ادراری یا اولیگوری
- شب‌اداری

## علل و انواع
در کودکان:
- نفروپاتی ایمونوگلوبین آ (IgA nephropathy)
- گلومرولونفریت پست‌استرپتوکوکی (Post-streptococcal glomerulonephritis)
- نشانگان همولیتیک اورمیک (Hemolytic uremic syndrome)
- پورپورای هنوخ شوئن لاین (Henoch-Schoenlein purpura)

در بزرگسالان:
- سندرم گودپاسچر (Goodpasture syndrome)
- لوپوس سیستمیک (SLE)
- گلومرولونفریت سریعاً پیشرونده (Rapidly progressing glomerulonephritis (RPGNs)
- اندوکاردیت عفونی (Infective endocarditis)

## تشخیص
سندروم نفریتیک دارای تشخیص خاصی نیست و باید به علائم و سمپتوم‌ها رجوع کرد. هرچند آزمایش برای کشف استرپتوکوک گاهی کمک شایانی خواهد بود.